# 四角泳褲

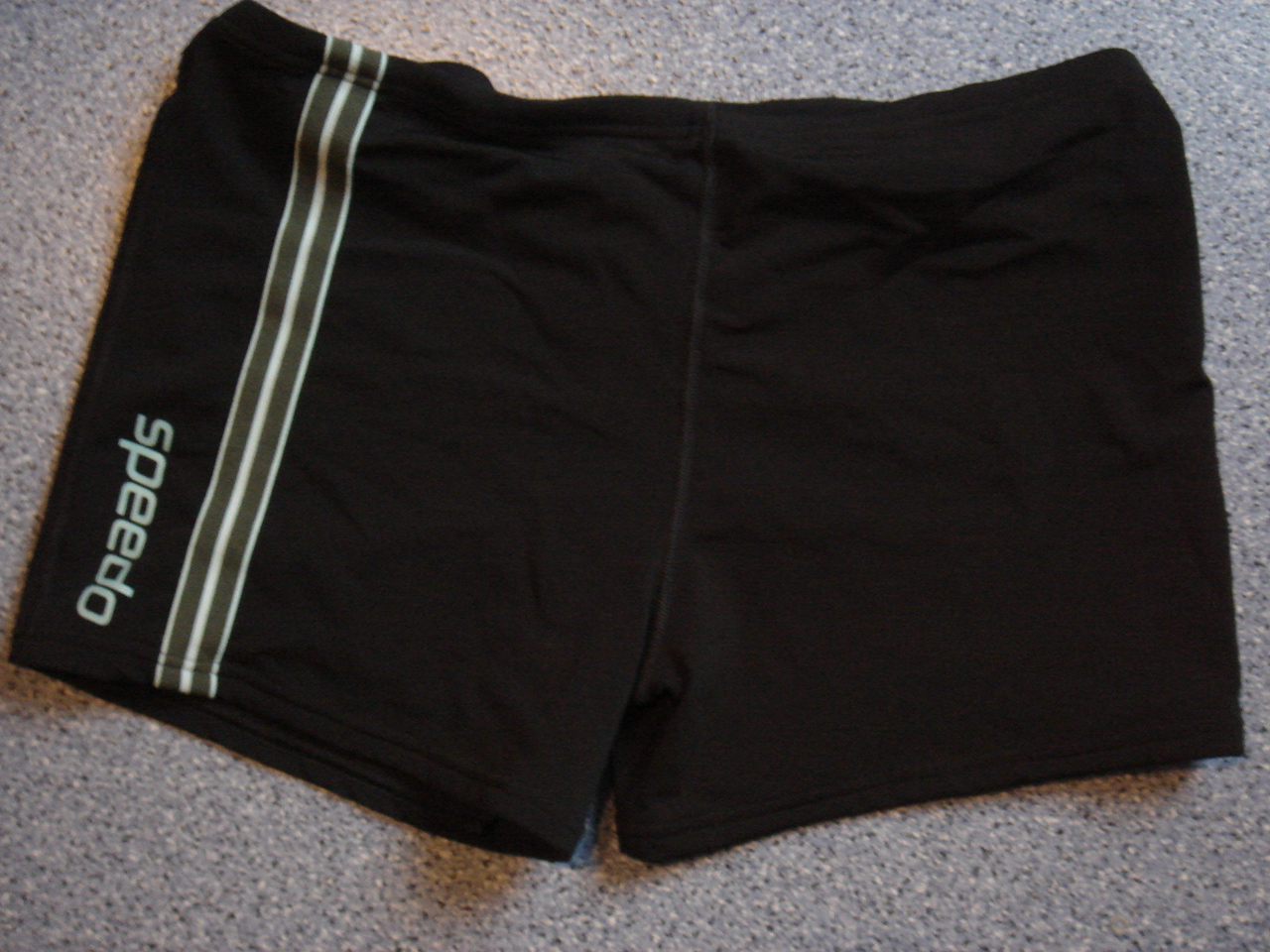
四角泳褲

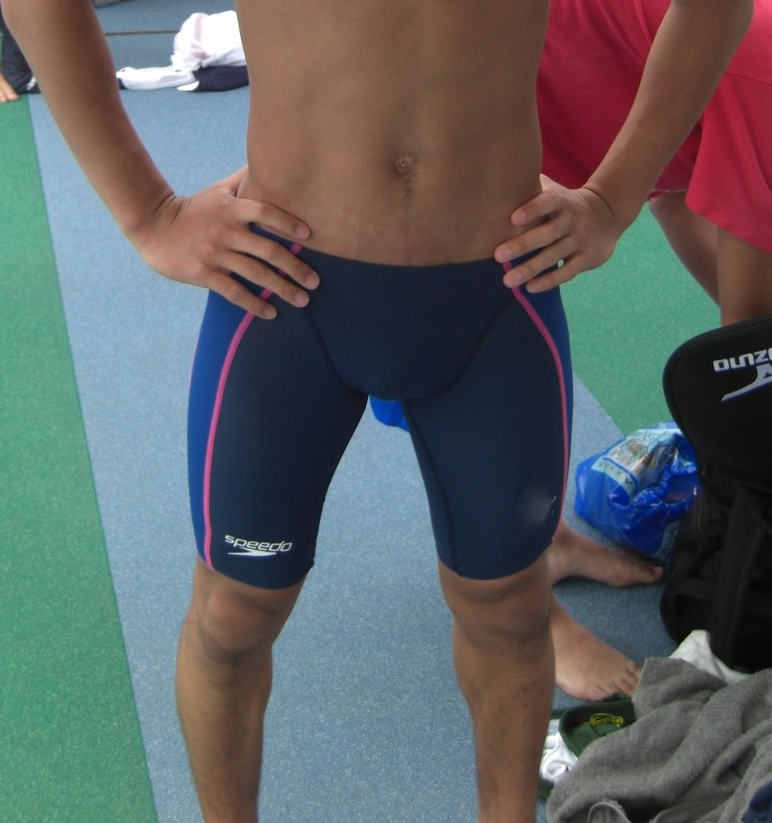
穿上四角泳褲的男性

四角泳褲或平口泳裤（英語：square leg suit）是一種比三角泳褲覆蓋身體更多的款式，用在一般水上活動的泳裝，由尼龍和氨綸製造的泳裝。在1950年代受歡迎的男性休閒泳裝。提供給大腿上部一個方形，命名為四角泳褲。它與四角褲只有質料上的差異。相較於其他類型的泳裝，僅為布料覆蓋剪裁的差別，質料上差異不大，還有一種長度覆蓋至整個大腿的「馬褲型」泳褲也被歸為四角泳褲。

## 時裝
在2002年，澳大利亞推出了1970年代的時尚復興彩色花卉和幾何復古圖案的四角泳褲，很受泳客歡迎。在2006年，1950年代的四角泳褲的款式出在美國和歐洲捲土重來，幾個時裝設計師品牌，包括范思哲和Dolce&Gabbana，介紹了適合於他們的產品目錄復古樣式，和Speedo在一些南美洲國家（如巴西）再推出更多中等價位的四角泳褲。